# Liceum Ogólnokształcące nr I im. Stanisława Staszica w Ostrowcu Świętokrzyskim
Liceum Ogólnokształcące nr I im. Stanisława Staszica w Ostrowcu Świętokrzyskim – jedno z ostrowieckich liceów, jest jednocześnie najstarszą szkołą średnią w mieście. Posiada 17 oddziałów, w których uczy 48 pedagogów.

## Nazwa szkoły
Szkoła kilkakrotnie zmieniała swoją nazwę. Przyczyną były zmiany w strukturze i organizacji szkoły. Placówka znana jest również jako „STASZIC” lub „Pierwsze liceum”.
- Średnia Szkoła Żeńska – 1906-1919
- Gimnazjum Żeńskie – 1919-1931
- Gimnazjum Żeńskie im. Stanisława Staszica – 1931-1937
- Gimnazjum i Liceum im. Stanisława Staszica – 1937-1946
- I Liceum Ogólnokształcące im. Stanisława Staszica – 1946-2002
- Liceum Ogólnokształcące nr I im. Stanisława Staszica – od 2002

## Historia szkoły
| Rok        | Wydarzenia |
| ---------- | --- |
| 1906       | Utworzone Towarzystwo Udziałowe powołuje trzyklasową Średnią Szkołę Żeńską pod kierownictwem Klementyny Czaki. |
| 1909       | Prywatna Średnia Szkoła Żeńska pod kierownictwem Walerii Makarewicz otrzymała od szkolnych władz carskich zgodę na nauczanie w języku polskim wszystkich przedmiotów oprócz języka rosyjskiego, historii i geografii. Szkoła mieściła się wówczas przy alei 3 Maja. |
| 10.1916    | Założona została pierwsza drużyna żeńska harcerska im. Zofii Chrzanowskiej przez nauczycielkę Janinę Gryszkowską-Zbrożynę. |
| 1918       | Powstało Towarzystwo Opieki nad Średnią Szkołą Żeńską w Ostrowcu. Założycielami byli Roman Parowski, ks. Władysław Konafalski, Władysław Łoziński, Waleria Makarewicz, Teodor Reszczyk, Stanisław Saski i Adam Wardyński. Powstała samopomoc szkolna, z inicjatywy Marii Szałatowskiej i Ireny Wydrzykiewiczówny, której celem było udzielenie pomocy materialnej uczennicom gimnazjum, prowadzenie biblioteki i sklepiku. |
| 1919       | Towarzystwo Opieki przyjęło żeńską Szkołę Średnią na własność. Szkoła przyjęła nazwę Gimnazjum Żeńskie. |
| 1921       | Szkoła została przekształcona w pełne ośmioklasowe gimnazjum realne. |
| 8.06.1922  | Pierwsze absolwentki zdały maturę. |
| 27.09.1922 | Kurator warszawski wydał zarządzenie o przekształceniu szkoły w gimnazjum humanistyczne pod kierownictwem Piotra Dobrowolskiego, profesora Państwowego Seminarium Nauczycielskiego w Tarnowie. |
| 1923       | Zorganizowano koło Młodzieży Polskiego Czerwonego Krzyża pod opieką nauczycielki Józefy Fronczewskiej, następnie ks. Władysława Konofalskiego i Heleny Krasnowolskiej. |
| 1928       | Nastąpiła zmiana programu nauczania. Gimnazjum Żeńskie imienia Staszica jako gimnazjum humanistyczne dzieliło się na tzw. Gimnazjum niższe (klasy 1-3) i wyższe (klasy 4-8). |
| 1931       | Uroczystość Jubileuszu 25-lecia szkoły. Z tej okazji wydano broszurę „Dwudziestopięciolecie Gimnazjum Żeńskiego Towarzystwa Opieki w Ostrowcu nad Kamienną”. |
| 1932       | Szkołę przeniesiono do budynku przy ulicy Traugutta (obok dzisiejszego stadionu). |
| 1935       | Nauczycielka języka francuskiego Gołosińska w ramach doskonalenia wyjechała na kurs do Nancy we Fracji, a Ulińska ucząca fizyki – do Lwowa. |
| 11.05.1937 | Towarzystwo Opieki otrzymało zgodę na utworzenie Prywatnego Liceum Żeńskiego. |
| 09.1939    | Budynek szkoły przeznaczony został na szpital dla rannych żołnierzy polskich. Zajęcia szkolne odbywały się w domu przy ul. Traugutta 11 oraz w domu przy ul. Kościuszki 8. |
| 12.1939    | Władze Generalnego Gubernatorstwa zlikwidowały Gimnazjum i Liceum Żeńskie. |
| 1940       | Niemiecka administracja oświatowa wyraziła zgodę na otwarcie Seminarium Ochroniarskiego bez prawa nauczania historii, łaciny, języka francuskiego i geografii. |
| 30.06.1940 | Władze okupacyjne zamknęły Seminarium Ochroniarskie. |
| 09.1940    | Zorganizowano tajne nauczania na poziomie średniej szkoły ogólnokształcącej pod kierownictwem Heleny Krasnowolskiej. |
| 01.05.1945 | Działalność rozpoczęło koedukacyjne Gimnazjum i Liceum im. Stanisława Staszica. Jego odbudową kierowała dyrektor Maria Grochowska. |
| 06.1945    | Pierwszy egzamin dojrzałości po zakończeniu wojny. |
| 1948       | W szkole działały drużyny harcerskie: żeńska i męska. Organizowano szkolenia, zdobywanie sprawności, obozy letnie i biwaki (Bałtów, Sadowie). W liceum odbyła się „mała matura”. Szkoła mieściła się w budynku przy ul. Traugutta. |
| 01.09.1948 | Szkoła była już upaństwowiona i otrzymała nazwę: Państwowa Szkoła Ogólnokształcąca Stopnia licealnego im. St. Staszica w Ostrowcu Świętokrzyskim. |
| 09.1950    | Dyrektorem szkoły został Józef Sałatowski. |
| 01.09.1967 | Zmiana nazwy szkoły. Od tej pory istnieje I Liceum Ogólnokształcące im. Stanisława Staszica w Ostrowcu Świętokrzyskim. |
| 1970       | Dyrektorem Szkoły został Eugeniusz Szulewski. Wówczas to Liceum zostało przeniesione do otrzymanego budynku przy ulicy J. Kilińskiego 19. Sublokatorem było Liceum dla Pracujących. |
| 1972       | Dyrektorem Szkoły został Jerzy Karpowicz. Liceum otrzymało sztandar szkoły, a w holu następuje odsłonięcie tablicy pamiątkowej ku czci patrona – Stanisława Staszica. |
| 1976       | Szkoła obchodziła 70-lecie swojego istnienia. |
| 12.1978    | Liceum zostało przyjęte do grona szkół UNESCO. |
| 1979       | Liceum przyjęto do szkół stowarzyszonych w UNESCO. |
| 04.1980    | Zakończenie nauki klas czwartych maturalnych. |
| 13.12.1981 | Zajęcia w szkole zawieszono w związku z wprowadzeniem stanu wojennego w kraju. |
| 04.01.1982 | Wznowienie zajęć szkolnych po trzytygodniowej przerwie spowodowanej wprowadzeniem stanu wojennego. |
| 18.07.1985 | Grupa młodzieży wyjechała do partnerskiego miasta Gennevillers pod Paryżem, gdzie spotkała się z młodzieżą szkolną. |
| 1986       | Szkoła gościła z rewizytą młodzież francuską. |
| 07.1987    | W szkole gościła grupa 26 uczniów z Moskwy w ramach wymiany młodzieży. Organizacyjne zespolenie I LO i Liceum dla Pracujących. Powstał Zespół Szkół Ogólnokształcących. |
| 11.09.1989 | Dyrektorem szkoły został Mirosław Zgadzajski. Nowy dyrektor miał już możliwość realizowania wraz z zespołem własnej wizji szkoły. Wyraźnie wówczas nawiązano do pedagogiki personalistycznej, opartej na wartościach chrześcijańskich, rezygnując z odgórnie narzuconej przez lata pedagogiki socjalistycznej. |
| 01.1990    | Po rejestracji w sądzie osobowość prawną uzyskało Towarzystwo Przyjaciół Liceum. Jego celem było prowadzenie działalności materialnej na rzecz szkoły. |
| 01.09.1990 | Powrót nauki religii do szkoły po 37 latach nieobecności. Przerwszymi księżami zostali Stanisław Bystrzyk i Szymon Janas. |
| 09.1990    | Patricia Laurence ze Stanów Zjednoczonych z Korpusu Pokoju objęła etat nauczyciela j. Angielskiego. |
| 1991       | I LO przyjęte zostało do Towarzystwa Szkół Twórczych, które skupiło 30 liceów z kraju. Szkoła podpisała umowę o wymianie uczniów z Laboratorium Collage w Newcastle w Wielkiej Brytanii. |
| 03.1992    | Na zaproszenie Mera Gennavillers, który gościł w szkole około 70 uczniów przez dwa tygodnie przebywało w Paryżu. Grupa uczniów wyjechała na wymianę do partnerskiego liceum katolickiego w La Roche we Francji. Podjęto współpracę z gimnazjum w Spardorfie w Niemczech z inicjatywy Jolanty Zielińskiej. Na pierwszą wymianę wyjechało 17 osób. W szkole odbył się pierwszy Festiwal Teotrów Obcojęzycznych. |
| 04.1993    | Z inicjatywy dyrektora odbył się sejmik samorządów uczniowskich dla liceów Ostrowca Św., TST oraz partnerskich szkoły z La Roche. Sejmik przygotowała Janina Gibalska. |
| 09.1993    | Do użytku młodzieży została oddana siłownia. Kuratorium Oświaty uznało liceum „Staszica” za najlepsze w województwie pod względem wprowadzania innowacji dydaktyczno-wychowawczych w roku szkolnym 1992/93. |
| 2000       | Została oddana nowa sala komputerowa-językowa (sala 23) dzięki wsparciu Fundacji Polsko-Niemieckiej. Odbył się kolejny Festiwal Kultury Europejskiej. W nowej pracowni odbyła się konferencja informatyczna z udziałem dyrektorów i nauczycieli z Kielc, Krakowa, Tarnowa, Nowego Sącza, Sandomierza i Opatowa. W liceum zostało przyłączone stałe łącze internetowe. |
| 2001       | Liceum podpisało umowę o współpracy ze szkołami w Spardorfie w Niemczech i Alcory w Hiszpanii, w ramach programu unijnego Comenius. W Warszawie, w ogrodach Pałacu Prezydenckiego, miało miejsce spotkanie 9 przedstawicieli Szkolnego Kluby Europejskiego z parą prezydencką z okazji Dnia Dziecka. Spotkanie zorganizowano pod hasłem „Młodzi Europejczycy”. Opieka: J. Broda. Pięciu uczniów wzięło udział w pierwszym Niemieckojęzycznym Festiwalu Teatrów w Krakowie, opiekę pełniła Teresa Makowska. W pierwszym plebiscycie szkolnym na najlepszego „belfra” młodzież wybrała „superbelfra” – Jana Starzomskiego, nauczyciela geografii. |
| 2004       | W rankingu „Rzeczypospolitej” i „Perspektyw” na najlepsze liceum w 2003 roku „Staszic” był na VII miejscu w województwie, w Ostrowcu Świętokrzyskim na I miejscu, a w kraju na 163 miejscu. Liceum zajęło I miejsce w quizie „Wiedzy o Europie” zorganizowanym w ramach Dnia Europejskiego. Miało miejsce otwarcie sali teatralnej i nadanie tytułu „Przyjaciel Szkoły”. Tytuł otrzymali: Starosta Waldemar Marek Paluch, Naczelnik Wydziału Edukacji Starostwa Powiatowego Maciej Kuszewski, Ewa i Szczepan Żywczykowie, Małgorzata i Marian Broćkowie, Andrzej Biesiada, Kazimierz Pietrzykowski i Zygmunt Wrona. Fundacja Edukacji Ekonomicznej w Warszawie przyznała J. Gibalskiej European Language Label 2004 za projekt „Frantice – innowacyjny portal poświęcony językowi francuskiemu”. |
| 2005       | Izabela Sarna, nauczycielka podstaw przedsiębiorczości, zajęła I miejsce w konkursie „Najlepsze zajęcia z przedsiębiorczości”. Natomiast szkoła otrzymała tytuł „Najbardziej Przedsiębiorcza Szkoła w Małopolsce” oraz dwa stypendia rektorskie na I rok nauki na Wyższej Szkole Zarządzania i Bankowości w Krakowie. Jako jedyni w województwie świętokrzyskim pierwszą „nową” maturę zdali wszyscy absolwenci „Staszica”. 12 Października został wmurowany akt erekcyjny pod budowę nowej pełnowymiarowej hali sportowej. |
| 2006       | 7 Października odbyły się uroczystości Jubileuszu 100-lecia Liceum. |

## Dyrektorzy Szkoły
W okresie od 1906 r. szkołą kierowało 18 dyrektorów.
| Lata                | Imię i nazwisko                                                                                    |
| ------------------- | -------------------------------------------------------------------------------------------------- |
| 1906-1908           | Klementyna Czaki                                                                                   |
| 1908-1909           | Zofia Świecka                                                                                      |
| 1909-1992           | Waleria Makarewicz Piotr Dobrowolski                                                               |
| 1922-1932           | Stanisława Szczepkowska                                                                            |
| 1932-1933           | Maria Grychowska                                                                                   |
| 1933-1940 1939-1945 | Helena Krasnopolska (kierowniczka tajnych kompletów na poziomie średniej szkoły ogólnokształcącej) |
| 1945-1949           | Maria Grochowska                                                                                   |
| I 1949 – IV 1949    | Władysław Johołowski                                                                               |
| 1949-1950           | Florian Szozda                                                                                     |
| 1950-1970           | Józef Saratowski                                                                                   |
| 1970-1972           | Eugeniusz Szulewski                                                                                |
| 1972-1989           | Jerzy Karpowicz                                                                                    |
| 1989-2003           | Mirosław Zgadzajski                                                                                |
| 2003-2016           | Grażyna Kałamaga                                                                                   |
| 2016-2017           | p.o.Dyrektor Szkoły Tomasz Kwiatkowski                                                             |
| 2017-2021           | Dariusz Kaszuba                                                                                    |
| 2021-               | Dorota Waliszczak                                                                                  |

Szkoła jako pierwsza w Ostrowcu Świętokrzyskim rozpoczęła nadawanie szkolnego Radia Staszek.FM.

## Organizacje szkolne, które działały w placówce.
- Klub Filmowy ze współpracą z ostrowieckim Kinem „Etiuda”
- Kółko Teatralne
- Koło Ligi Obrony Kraju
- Radio szkolne Staszek.FM
- Ostrowiecki Klub Krótkofalowców SP7POS
- Zespół Tańca Nowoczesnego
- SKS

## Znani absolwenci
- Jarosław Wilczyński – prezydent miasta Ostrowca Świętokrzyskiego